# Кільдій Денис В'ячеславович
Денис В'ячеславович Кільдій (нар. 7 жовтня 2004, Чернігів, Україна) — український футболіст, півзахисник «Чернігова».

## Життєпис
Народився в Чернігові. Вихованець місцевої «Юності», у футболці якої з 2017 по 2021 рік виступав у ДЮФЛУ. У червні 2021 року перейшов у «Чернігів», у футболці якого виступав в обласному чемпіонаті. На професіональному рівні дебютував за «городян» 11 вересня 2021 року в програному (0:1) виїзному поєдинку 8-го туру групи А Другої ліги України проти черкаського ЛНЗ. Денис вийшов на поле на 82-й хвилині, замінивши Дмитра Мироненка. 